# Alle kann ich nicht heiraten
Alle kann ich nicht heiraten ist ein deutsches Liebeslustspiel aus dem Jahre 1952 von Hans Wolff nach einer Idee (“Klavierspielereien”) von Willi Forst mit Sonja Ziemann, Adrian Hoven und Hardy Krüger in den Hauptrollen.

## Handlung
Die gemeinsam in einem kleinen Zimmerchen wohnenden Fredi und Ed sind zwei junge Nachwuchspianisten, die jedoch ihr künstlerisches Können hintan stellen müssen, um auf prosaische Weise Geld zu verdienen. So arbeiten sie recht lustlos in einem Instrumentengeschäft. Da beide sehr gutaussehend sind – Fredi dunkelhaarig, Edi blond – haben sie keine Probleme, bei den Frauen zu landen. Oftmals würfeln sie sogar darum, wer mit welcher Dame ausgehen soll. Ein guter Bekannter der beiden Männer ist der beim Radio arbeitende Ernst Vogel, der glaubt, dass Edi und Fredi als Musiker durchaus Talent besitzen. Er nimmt daher heimlich eine Kostprobe ihres Klavier-Könnens auf und reicht es bei einem Rundfunkwettbewerb ein. Als die Jungs prompt den ersten Preis gewinnen, ist die Freude bei den beiden Freunden bzw. Konkurrenten groß: Sie haben eine Reise ins Schneeparadies von St. Moritz gewonnen. Hier wollen Fredi und Edi es trotz winzigen Geldbeutels einmal so richtig krachen lassen.
In der Tanzbar des Royal Engadin wollen die Männer Party machen. Etwas später in ihrem Hotel lernen sie eine auf sie geheimnisvoll wirkende Fremde kennen, von der geraunt wird, sie sei eine echte, türkische Prinzessin. Sie trägt den mysteriösen Namen Dschidschi da Costa und verdreht prompt den beiden Deutschen den Kopf. Selbst nachdem sie verraten hat, dass sie in Wahrheit den höchst bodenständigen Namen Elfriede Piepenbrink trägt, können Edi und Fredi ihre Augen nicht von ihr abwenden. Sie arbeitet als Mannequin und soll hier vor Ort 24 Modellkleider vorführen. Dass die junge Dame ganz nebenbei auch noch singen kann und die Hormone ihrer beiden Bewunderer mit den Liedzeilen „Warte bis Dein Stern sich wendet / und verliere nicht den Mut / Denn sobald Dein Stern sich wendet / Geht es Dir bestimmt ja wieder gut“ beginnen überzukochen. Am Ende nützt alles nichts: Als Elfriede den Dritten im Bunde, den Rundfunkangestellten Ernst, kennen lernt und vom Tonband Glockengeläut erschallt, küssen sich die beiden, und das Model ist sich sicher: Alle kann ich zwar nicht heiraten, den aber schon!

## Produktionsnotizen
Die Außenaufnahmen zu diesem Lustspiel wurden im April und Mai 1952 in und um St. Moritz in der Schweiz sowie in Zürs am Arlberg (Österreich) gedreht, die Studioaufnahmen vom 27. Juni bis zum 18. August 1952 in den Ateliers von Hamburg-Wandsbek.
Die Uraufführung erfolgte am 5. September 1952 im Düsseldorfer Apollo-Kino, die (West-)Berliner Premiere war am 22. September desselben Jahres.
Herbert Sennewald übernahm die Herstellungsleitung, Werner Ludwig die Produktionsleitung. Peter Kreuder schrieb einzelne Lieder. Die Filmbauten stammen von Rolf Zehetbauer, Sonja Ziemanns Roben vom Modeschöpfer Fred Adlmüller. Werner M. Lenz war Kameraassistent.

## Wissenswertes
Regisseur Hans Wolff hatte sein filmisches Rüstzeug bei Willi Forst gelernt, der auch die 1936 entwickelte Idee zu diesem Film lieferte.

## Kritiken
Der Spiegel stellte 1952 fest: „Ferien-Episode im Schweizer Schnee … mit teilweise jungfräulichen Gags und einem frech-fröhlichen Dialog von Hans Wolff flott heruntergekurbelt. (…) Synkopen lieferte Peter Kreuder, zahm wie gehabt.“
Der Filmdienst urteilte knapp: „Leichte musikalische Unterhaltung.“